# Olaf Hansen
Olaf Jonas Hansen (28. december 1870 i Nakskov – 9. december 1932 i Aarhus) var en dansk digter, forfatter, dramatiker og lektor.
Der er opstillet en buste til Hansens minde nord for Sankt Nikolai Kirke i hans fødeby Nakskov.